# Brit kislemezlista
A brit kislemezlista (angolul UK Singles Chart) a kislemezek eladási példányszám szerinti heti rangsora az Egyesült Királyságban. A brit hanglemezgyártók megbízásából az Official Charts Company (OCC) nevű társaság állítja össze a rangsort minden héten a fizikai lemezeladások és a legális internetes letöltések összesítésével. A teljes lista a 200 legtöbb példányban elkelt kislemezt tartalmazza, habár ebből a BBC csak az első 40, a Music Week magazin pedig az első 75 helyezett címet közli. A teljes lista ChartsPlus hírlevélben jelenik meg.

## Története
1965 és 1960 között a New Musical Express magazin slágerlistája számított a hivatalos brit kislemezlistának. Kezdetben a legjobb 12, majd 20, később 30 helyezettet közölték. 1960-tól jelent meg a Record Retailer szakfolyóirat amely szintén országos eladási adatokat közölt. A '60-as években a Record Retailer és az NME gyakran egymástól eltérő listákat publikált, más-más listavezető kislemezekkel, ami sok bonyodalmat okozott. Például a The Beatles 1963-as Please Please Me című kislemeze mindenhol listavezető volt Angliában, kivéve a Record Retailernél. A ma is hivatalos UK Singles Chart 1969-ben jött létre a BBC és a Record Retailer együttműködésében. A heti ranglista elkészítésére egy közvéleménykutató céget bíztak meg, amely bármelyik korábbi listáénál kétszer több, összesen 500 lemezbolt adatait összesítette.
A lista 1969 februári elindításakor a legjobb 50 kislemezt tartalmazta, amit 1978-ban 75-re bővítettek. Mind a vizsgált lemezboltok száma, mind a lista mérete folyamatosan nőtt az eltelt évtizedek során. Jelenleg körülbelül 6500 kiskereskedelmi üzlet eladási, és az  internetes zeneáruházak többségének letöltési adatait összegzi a lista. Az Egyesült Államoktól és más országoktól eltérően a hivatalos brit kislemezlistába a rádiók játszási adatait nem számítják bele. A heti összesítésbe a vasárnaptól szombatig eladott kislemezek kerülnek be (Angliában leggyakrabban hétfőn jelennek meg a kislemezek).

## A slágerlistára kerülés feltételei
A brit kislemezlistára azok a kislemezek kerülhetnek fel, amelyek megfelelnek az alábbi kritériumoknak:
- Elérhető kell legyen egy vagy több alkalmas formátumban. Az alkalmas formátumok a CD, bakelitlemez (vinyl), magnókazetta, internetes letöltés, MiniDisc és a hajlékonylemez (flexi disc).
- Minden megjelenési formájában tartalmaznia kell a címadó dalt, vagy annak valamilyen változatát/remixét.
- Csak három formátum eladási adatai számítanak egy kislemeznél. Bármilyen további formátum eladásai adatait figyelmen kívül kell hagyni a kislemez rangsorolásánál.
- A kislemez kiskereskedelmi ára egy minimum értéket el kell érjen, megelőzendő, hogy a lemeztársaságok kedvezményes áron kínálják kiadványaikat. (A jelenlegi minimum ár 40 penny)
- Minden formátum esetén maximum négy különböző dal szerepelhet a lemezen, habár mindegyik dal tetszőleges számú változatban szerepelhet.
- A maximális játékidő bármelyik formátum esetén 25 perc, ha egynél több dal szerepel a lemezen, illetve 40 perc, ha csak egy dal is több változatban került a lemezre.
- 2003 októbere óta a ranglista figyelembe veszi a "mini CD" (8cm átmérőjű CD) formátumot is. Ennél a formátumnál a játékidő nem lehet több tíz percnél, és maximum 2 dal szerepelhet a lemezen.

A slágerlista szabályzata ezenkívül meghatározza, hogy milyen lehet egy kislemez csomagolása, és milyen ingyenes ajándékokat kaphat a kislemez mellé a vásárló.

## Minden idők 10 legtöbb példányban eladott kislemeze
| Év        | Dal                                                                   | Előadó                             | Eladott példányszám |
| --------- | --------------------------------------------------------------------- | ---------------------------------- | ------------------- |
| 1997      | "Something About the Way You Look Tonight"/ "Candle in the Wind 1997" | Elton John                         | 4 770 000           |
| 1984      | "Do They Know It's Christmas?"                                        | Band Aid                           | 3 510 000           |
| 1975 1991 | "Bohemian Rhapsody"                                                   | Queen                              | 2 130 000           |
| 1977      | "Mull of Kintyre"                                                     | Wings                              | 2 050 000           |
| 1978      | "Rivers of Babylon"                                                   | Boney M.                           | 1 995 000           |
| 1984      | "Relax"                                                               | Frankie Goes to Hollywood          | 1 910 000           |
| 1963      | "She Loves You"                                                       | The Beatles                        | 1 890 000           |
| 1978      | "You're the One That I Want"                                          | Olivia Newton-John & John Travolta | 1 870 000           |
| 1995      | "Unchained Melody"                                                    | Robson and Jerome                  | 1 820 000           |
| 1978      | "Mary's Boy Child"                                                    | Boney M.                           | 1 790 000           |

## Fordítás
- Ez a szócikk részben vagy egészben  az   UK Singles Chart című angol Wikipédia-szócikk fordításán alapul.  Az eredeti cikk szerkesztőit annak laptörténete sorolja fel. Ez a jelzés csupán a megfogalmazás eredetét és a szerzői jogokat jelzi, nem szolgál a cikkben szereplő információk forrásmegjelöléseként.

## Külső hivatkozások
- Music Week Top 75
- ChartsPlus Archiválva 2008. október 14-i dátummal a Wayback Machine-ben Top 200
- ChartStats.com - UK Charts Archive
- EveryHit.com - Archívum